# Ragnvald Olsen
Ragnvald Engelhardt Olsen (ur. 27 sierpnia 1897 w Oslo, zm. 1 września 1948 tamże) – norweski zapaśnik walczący w stylu klasycznym. Olimpijczyk z Paryża 1924, gdzie zajął piąte miejsce w wadze koguciej do 58 kg.

## Letnie Igrzyska Olimpijskie 1924
| Konkurencja                  | Runda grupowa       | Runda grupowa           | Runda grupowa      | Runda grupowa          | Runda grupowa        | Klas. końcowa |
| Konkurencja                  | Przeciwnik I        | Przeciwnik II           | Przeciwnik III     | Przeciwnik IV          | Przeciwnik V         | Miejsce       |
| ---------------------------- | ------------------- | ----------------------- | ------------------ | ---------------------- | -------------------- | ------------- |
| styl klasyczny, waga kogucia | Carlo Ponte (ITA) W | Antonín Skopový (TCH) P | Théo Kueny (FRA) W | Henri Dierickx (BEL) W | Väinö Ikonen (FIN) P | V miejsce     |